# Горня (Словаччина)
Горня (словац. Horňa) — село в Словаччині в районі Собранці Кошицького краю. Село розташоване на висоті 144 м над рівнем моря. Населення — 390 чол. Вперше згадується в 1417 році. В селі є бібліотека, церква. Розташоване поруч із Собранцями та Собранецькими Купелями.

## Історія
1417 року в документі згадується як Felseufalu (словацькою Horná Ves). 1427 року в документі вказано 24 господарства, 1515-го село було залюднене, однак на середину 16 століття фігурує як опустіле — до кінця 18 століття. 1828 року в селі нараховувалося 43 будинки та 473 жителі, у це число враховано й Собранецке купеле з 10 будинками та 96-ма мешканцями.

## Населення
| Рік:            | 1994. | 2004.   | 2014.   | 2024.   |
| --------------- | ----- | ------- | ------- | ------- |
| Кількість осіб: | 382   | 388     | 355     | 325     |
| Різниця:        |       | +1,57 % | -8,50 % | -8,45 % |

| Рік:            | 2023. | 2024.   |
| --------------- | ----- | ------- |
| Кількість осіб: | 322   | 325     |
| Різниця:        |       | +0,93 % |

## Пам'ятки
У селі є греко-католицька церква Внебовзяття Пресвятої Богородиці з 1890 року в стилі пізньої готики, з 1988 року національна культурна пам'ятка.

## Географія
Протікають річка Глінік і Жяровниця.